# Michaela Tabb

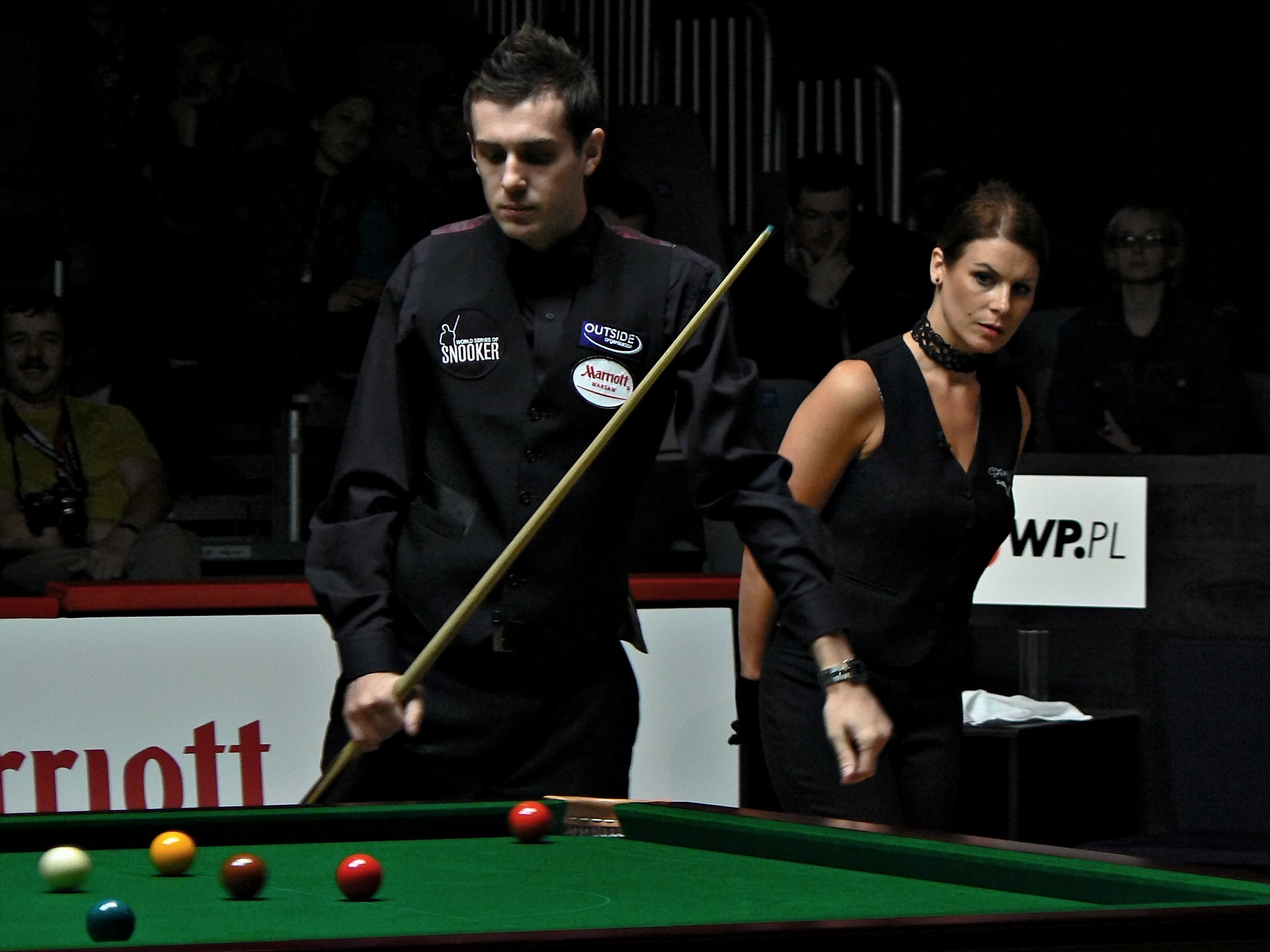
Michaela Tabb (na drugim planie) sędziuje mecz Mariusz Sirko kontra Mark Selby, rozgrywany w ramach World Series of Snooker 2008 w Warszawie.

Michaela Tabb (ur. 11 grudnia 1967 w Bath) – szkocka sędzia snookera i dziewiątki.

## Kariera
Jej kariera bilardowa rozpoczęła się w roku 1991, kiedy w wieku 24 lat rozpoczęła trenowanie ósemki angielskiej. Już w 1992 dostała się do szkockiej żeńskiej ligi tej odmiany bilardu. Jej największym sukcesem było zdobycie żeńskiego mistrzostwa Europy w tej dyscyplinie w 1998 roku. Po tym osiągnięciu Tabb zrezygnowała z dalszej gry na rzecz sędziowania. Mówi, że do dziś trenuje, choć nie bierze już udziału w profesjonalnych turniejach.
W latach 1997–2001 Tabb sędziowała mecze dziewiątki. Była znana z kontrowersyjnych decyzji. Niektóre sytuacje na stole musiały być wielokrotnie odtwarzane w zwolnionym tempie, aby sprawdzić, czy jej decyzja była słuszna.
W 2001 roku zaczęła sędziować także snookera. Pierwszy profesjonalny mecz z jej udziałem został rozegrany między Kenem Dohertym a Jamesem Wattaną podczas turnieju Welsh Open w 2002 roku. Rok później zadebiutowała na mistrzostwach świata w snookerze, w meczu Marka Kinga przeciwko Drew Henry'emu, w Crucible Theatre w Sheffield.
18 lutego 2007 roku jako pierwsza kobieta poprowadziła finał snookerowego turnieju rankingowego. Był to finał turnieju Welsh Open rozegrany pomiędzy Neilem Robertsonem a Andrew Higginsonem.
3 i 4 maja 2009 roku sędziowała finał mistrzostw świata. Była pierwszą w historii snookera kobietą, która poprowadziła mecz o tak dużą stawkę.
6 i 7 maja 2012 roku sędziowała w finale Mistrzostw Świata w Snookerze 2012.

## Życie prywatne
W 2002 roku poślubiła szkockiego gracza w ósemkę angielską, Rossa McInnesa, z którym żyła w związku od 9 lat. Ma z nim dwójkę dzieci. Obecnie mieszka w Dunfermline w Fife we wschodniej Szkocji.

## Inne
- Podczas mistrzostw świata w dziewiątce w 2003 roku amerykański zawodnik Earl Strickland pokłócił się z nią podczas meczu ze Steve'em Davisem, po wydaniu przez Tabb niekorzystnej dla niego decyzji. Strickland wygrał jednak pojedynek i następnego dnia, podczas meczu kolejnej rundy, wręczył jej bukiet kwiatów z przeprosinami za zachowanie poprzedniego dnia.
- Sędziowała finał turnieju Warsaw snooker Tour rozgrywanego w Polsce 17 czerwca 2007 roku.